# Johannes Binkowski
Johannes Aloysius Joseph Binkowski (* 27. November 1908 in Neisse, Oberschlesien; † 22. März 1996 in Stuttgart) war ein deutscher Journalist, Publizist und Zeitungsverleger.

## Leben
Johannes Binkowski, Sohn des oberschlesischen Journalisten und Arbeitersekretärs Emil Binkowski und Bruder von Bernhard Binkowski, machte 1927 Abitur am Gymnasium Carolinum in Neisse und studierte danach Katholische Theologie und Philosophie in Breslau und Köln und wurde 1935 an der Universität zu Köln mit der Arbeit über die Wertlehre des Johannes Duns Scotus zum Dr. phil. promoviert. Er war bis 1940 Referent für Erwachsenenbildung in der Hoheneckzentrale Berlin und zudem Publizist. Nach der Veröffentlichung eines Buches über die religiöse Erwachsenenbildung wurde er von den Nationalsozialisten mit einem generellen Schreibverbot belegt. 1940 wurde er als Soldat einberufen; 1944 geriet er in US-amerikanische Gefangenschaft. Nach der Kriegsgefangenschaft war er von 1946 bis 1947 Leiter des wiedereröffneten Volksbildungshauses der Caritas im Haus Marientann im oberschwäbischen Wolfegg.
1948 wurde er zusammen mit Karl Eduard Conrads, später Konrad Theiss, Lizenzträger in der amerikanischen Zone und gründete die Schwäbische Post. Er war Vorsitzender des Vereins Südwestdeutscher Zeitungsverleger. 1968 legte er mit dem evangelischen Presse-Theologen Dr. Ernst Müller aus Tübingen und dem Ulmer Verlags- und Druckerei-Erben Eberhard Ebner 37 Verlage mit 48 Zeitungen in der Kooperation „Ulmer Gazettenfabrik“ zusammen.
Binkowski war unter anderem Mitglied im ZDF-Fernsehrat, dort Vorsitzender des Richtlinien-Ausschusses. Er war von 1970 bis 1980 Präsident des Bundesverbandes Deutscher Zeitungsverleger (BDZV). Er war 1966 Gründungsvorsitzender der Stiftervereinigung der Presse e. V. 1967 legte er bereits dem Deutschen Presserat einen „Leitfaden für gutes journalistisches Verhalten“ vor.
1960 wurde er von Kardinal-Großmeister Eugène Kardinal Tisserant zum Ritter des Ritterordens vom Heiligen Grab zu Jerusalem ernannt und am 30. April 1960 durch Lorenz Jaeger, Großprior der deutschen Statthalterei, investiert. Er war Nachfolger von Hermann Josef Abs und von 1985 bis 1991 Statthalter der Deutschen Statthalterei des Ritterordens vom Heiligen Grab zu Jerusalem. Von 1969 bis 1978 war er Vorstand der Gesellschaft für Christlich-Jüdische Zusammenarbeit Stuttgart.

## Ehrungen und Auszeichnungen
- 1971: Großes Verdienstkreuz des Verdienstordens der Bundesrepublik Deutschland
- 1978: Großes Verdienstkreuz mit Stern des Verdienstordens der Bundesrepublik Deutschland[4]
- 1980: Ehrentitel Professor durch die Landesregierung von Baden-Württemberg
- 1983: Ritterkreuz des Päpstlichen Gregoriusordens
- 1989: Verdienstmedaille des Landes Baden-Württemberg[5]
- Goldene Palme von Jerusalem

## Schriften (Auswahl)
- Wege und Ziel. Lebenserinnerungen eines Verlegers und Publizisten, Stuttgart/Düsseldorf 1981.
- (Hrsg.): Erbe und Aufgabe. Der Ritterorden vom Heiligen Grab zu Jerusalem, Köln 1981.
- Die Aufgaben des Ritterordens, in: Ordensbrief zur 50-Jahr-Feier der Statthalterei 9.–11. Dezember 1983 in Köln (= Sonderheft der Zeitschrift der deutschen Statthalterei „Deus lo vult“), S. 6–11.